# Juno (canción)
«Juno» es una canción de la cantante estadounidense Sabrina Carpenter de su sexto álbum de estudio, Short n' Sweet (2024). Carpenter la escribió con la compositora Amy Allen y su productor, John Ryan. La canción estuvo disponible como la décima pista del álbum el 23 de agosto de 2024, cuando fue lanzada por Island Records. Se lanzó posteriormente a la radio en Nueva Zelanda el 13 de diciembre de 2024 como quinto sencillo del álbum. Es una canción de pop, pop rock e indie pop con influencias de la música disco de los años 80, y tiene una letra sobre la intensa atracción que siente Carpenter por un hombre que le hace desear quedarse embarazada de él, debiéndole su nombre a la película de 2007 del mismo nombre.
En general, la crítica musical valoró positivamente «Juno» y alabó su producción. Su letra, de fuerte carga sexual, suscitó críticas más variadas: algunos la consideraron una de las canciones «más morbosas» de Carpenter, mientras que otros la consideraron incómoda. La canción alcanzó el top 20 en Australia, Irlanda, Nueva Zelanda y Singapur y entró en las listas de otros países. Carpenter la incluyó en la lista de canciones de su gira de conciertos de 2024-2025, Short n' Sweet Tour, en la que bromea con diferentes posturas sexuales mientras la interpreta en cada concierto.

## Antecedentes
En enero de 2021, Carpenter firmó un contrato discográfico con Island Records. Anunció que estaba trabajando en su sexto álbum de estudio en marzo de 2024, explorando nuevos géneros y esperando que anunciara un nuevo capítulo en su vida. Como anticipo de su actuación en Coachella 2024, Carpenter anunció que el 11 de abril de 2024 lanzaría un sencillo titulado «Espresso». La canción fue un éxito sorpresa, convirtiéndose en su primer sencillo número uno en la lista Billboard Global 200 y su primera canción en entrar en el top 10 de la lista Billboard Hot 100. A «Espresso» le siguió «Please Please Please» (2024), que alcanzó el número uno en la lista Billboard Hot 100.
Antes del anuncio oficial, comenzaron a aparecer por toda la ciudad de Nueva York vallas publicitarias con tuits sobre la altura de Carpenter. El 3 de junio de 2024, anunció que el álbum, titulado Short n' Sweet, sería publicado por Island Records el 23 de agosto de 2024, y reveló la portada. La lista de canciones se dio a conocer el 9 de julio de 2024. Carpenter escribió la canción «Juno» con la compositora Amy Allen y su productor, John Ryan. La canción estuvo disponible para descarga digital y streaming en el álbum, que salió a la venta el 23 de agosto de 2024.

## Composición
«Juno» dura 3 minutos y 43 segundos. Se grabó en Santa Ynez House, el Playpen de Calabasas, California. Ryan produjo y programó la canción, y la diseñó con Jeff Gunnell. Ryan toca la batería, la guitarra, los teclados, la percusión y el bajo. Nathan Dantzler lo masterizó con la ayuda de Harrison Tate, y Manny Marroquin lo mezcló en Larrabee Sound Studios de Los Ángeles con la ayuda de Zach Pereyra, Anthony Vilchis y Trey Station.
Musicalmente, «Juno» ha sido calificada de canción pop por la crítica. Tiene influencias de la música disco de los años ochenta. Jason Lipshutz, de Billboard, describió la canción como un «ejercicio reminiscente de los 80», en el que Carpenter emplea dobles sentidos como rimar high-fived («chocó los cinco») con objectified («cosificado»), cuyo puente se construye hacia una única declaración: You make me wanna make you fall in love («Haces que quiera enamorarte»). Jake Viswanath, de Bustle, cree que el tema tiene «un ritmo pop rock a lo Sheryl Crow, directamente sacado de principios de la década de 2000».
La letra de «Juno» hace referencia a la película de 2007, Juno. En ella, Carpenter siente una atracción tan intensa por un hombre que desea quedarse embarazada de él. La película se menciona directamente en el estribillo de la canción, donde Carpenter utiliza la expresión make me Juno para referirse a dejarla embarazada: If you love me right, then who knows? / I might let you make me Juno («Si me quieres bien, entonces, ¿quién sabe? / podría dejar que me embaraces»). Ella expresa su deseo de que él «la encierre», y se hace cumplidos a sí misma, afirmando que One of me is cute, but two, though? («Uno de mí sería lindo, ¿pero dos?»). Basándose en su atracción por el hombre, también piropea la genética que le dio su padre. Carpenter declara que quiere usar esposas rosas en un encuentro sexual con el hombre. Más tarde, admite haber enseñado sus fotos privadas a sus amigos y se disculpa en caso de que él se sienta cosificado por el acto. Luego declara directamente: I'm so fuckin' horny («Estoy tan jodidamente excitada»).

## Recepción crítica
En general, las críticas de «Juno» fueron positivas. Quinn Moreland, de Pitchfork, la seleccionó como tema destacado en Short n' Sweet. Lipshutz clasificó «Juno» en primer lugar entre las doce canciones del álbum; en su opinión, las letras son memorables y parecen hechas a medida para las tendencias de TikTok y las citas de las redes sociales, pero es el hábil uso de Carpenter de los dobles sentidos lo que realmente cautiva, mostrando la experiencia pop de Carpenter con aparente facilidad. Los autores de Rolling Stone creían que contenía «una encantadora referencia a la cultura pop para las edades» y mostró que la composición de Carpenter no debe subestimarse. Rhian Daly, de NME, pensó que Carpenter había descubierto su nicho y «clavó» la canción, que describió como un «bop pop espumoso». Del mismo modo, Ims Taylor, de Clash, la calificó como uno de los «bops más grandes» del álbum, en el que la cantante se «metió de lleno en la madurez», y Grace Robins-Somerville, de Paste, la consideró como «la incorporación más divertida y desenfadada» a la música pop reciente sobre los deseos de embarazo.
Algunos comentarios críticos se centraron en la naturaleza sexual de «Juno». Sam Prance, de Capital, opinó que es «caliente y romántica, y suena como un clásico del pop en ciernes». Carl Wilson, de Slate, cree que es la canción «más caliente» del álbum. Asimismo, Jack Irvin, de People, la calificó de «posiblemente la canción más morbosa del álbum». En American Songwriter, Alex Hopper opinaba que «aunque tiene muchas canciones con carga sexual, pocas son tan comprometidas como ésta» y que era más directa que otras en las que utiliza insinuaciones. En una crítica negativa, Sowing, de Sputnikmusic, pensaba que las letras sexuales no parecían «divertidas ni coquetas, ni ingeniosas/irónicas» y eran un ejemplo de momentos que hacían de Short n' Sweet «una escucha extraña e incómoda». Isabel Glasgow, de Exclaim!, creía que era «divertido y camp» pero también «un poco exagerado».

## Recepción comercial
«Juno» debutó en el número 22 de la lista estadounidense Billboard Hot 100 publicada el 7 de septiembre de 2024. En Canadá, la canción entró en el número 25 de la lista Canadian Hot 100 correspondiente a la misma fecha. En el Reino Unido, debutó en el número 28 de la Official Audio Streaming Chart. En Australia, entró en el número 19. La canción debutó en el número 19 en Nueva Zelanda. Se situó en el número 22 de la lista Billboard Global 200. «Juno» también alcanzó los puestos 14 en Irlanda, 16 en Singapur y 54 en Portugal.

## Presentaciones en vivo

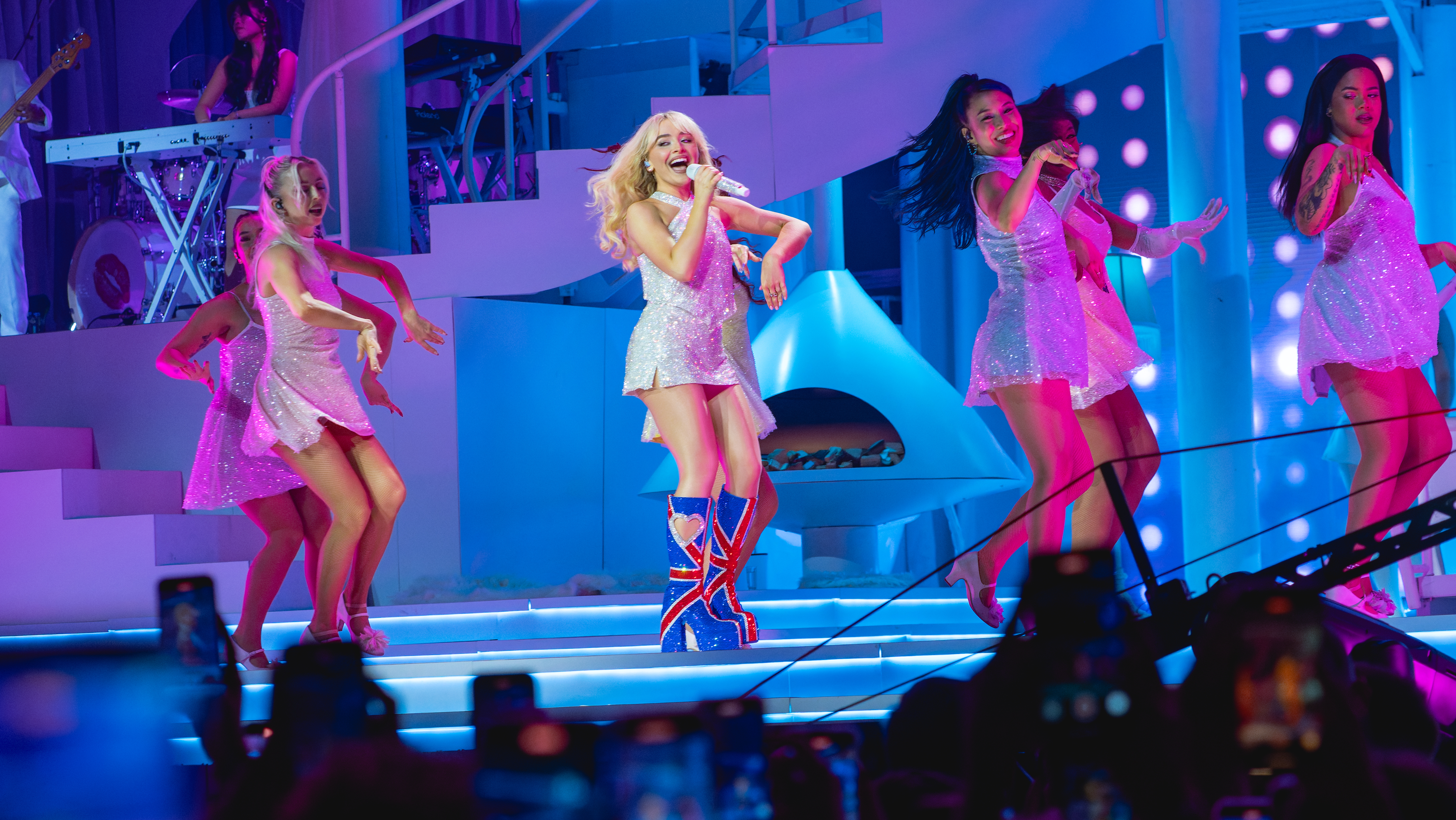
Carpenter cantando «Juno» en el Short n' Sweet Tour en 2025

«Juno» aparece en el repertorio de canciones de la gira de conciertos de Carpenter de 2024-2025, Short n' Sweet Tour. Antes de interpretar la canción, pasa unas esposas rosas a un miembro del público, y en la pantalla aparece una alerta de «bajo arresto por ser demasiado sexy». Entre las personas elegidas se encuentran Millie Bobby Brown, Rachel Sennott, Declan McKenna, Marcello Hernandez y Margaret Qualley. Mientras canta su letra sobre explorar distintas posturas sexuales, have you ever tried this one? («¿has probado esta alguna vez?»), Carpenter se burla de nuevas posturas sexuales en cada concierto. En una fecha de la gira, Carpenter cambió la palabra «baby» por «Barry» en su letra como un grito a su entonces pareja Barry Keoghan: I hear you knocking, Barry, come on up («Te oigo tocar, Barry, sube»).

## Créditos y personal
Los créditos son una adaptación de las notas del álbum Short n' Sweet.
- Sabrina Carpenter – voz, compositora
- John Ryan – productor, compositor, batería, guitarra, teclados, percusión, programación, ingeniero, bajo
- Amy Allen – compositora
- Jeff Gunnell – ingeniero
- Nathan Dantzler – masterización
- Harrison Tate – asistente de masterización
- Manny Marroquin – mezcla
- Zach Pereyra – asistente de mezcla
- Anthony Vilchis – asistente de mezcla
- Trey Station – asistente de mezcla

## Posicionamiento en listas
| Lista (2024)                       | Mejor posición |
| ---------------------------------- | -------------- |
| Australia (ARIA)                   | 19             |
| Canadá (Canadian Hot 100)          | 25             |
| Estados Unidos (Billboard Hot 100) | 22             |
| Filipinas (Philippines Hot 100)    | 26             |
| Global 200 (Billboard)             | 22             |
| Irlanda (IRMA)                     | 14             |
| Lituania (Airplay) (TopHit)        | 81             |
| Nueva Zelanda (Recorded Music NZ)  | 19             |
| Portugal (AFP)                     | 54             |
| Reino Unido (UK Singles Chart)     | 24             |
| Singapur (RIAS)                    | 16             |

## Certificaciones
| País                                                                   | Certificación | Ventas   |
| ---------------------------------------------------------------------- | ------------- | -------- |
| Canadá (Music Canada)                                                  | Oro           | 40,000‡  |
| Estados Unidos (RIAA)                                                  | Oro           | 500,000‡ |
| Reino Unido (BPI)                                                      | Plata         | 200,000‡ |
| ‡ Cifras de ventas y streaming basadas únicamente en la certificación. |               |          |